# Tarponowate
Tarponowate (Megalopidae) – monotypowa rodzina ryb promieniopłetwych z rzędu elopsokształtnych (Elopiformes), cenionych w wędkarstwie sportowym.

## Rozmieszczenie geograficzne
Ciepłe i tropikalne wody Oceanu Atlantyckiego, Oceanu Indyjskiego i Oceanu Spokojnego, wpływają do estuariów i rzek.

## Cechy charakterystyczne
Długość ciała do 250 cm; masa ciała (największa opublikowana) 161 kg. Ciało wydłużone, silnie bocznie spłaszczone, zakończone głęboko wciętą płetwą ogonową. Duży otwór gębowy w położeniu końcowym. Łuski duże, 40–50 w linii bocznej. Płetwa grzbietowa pojedyncza, duża, bez kolców, osadzona za nasadą płetw brzusznych. Długa i sierpowato wcięta płetwa odbytowa. Pęcherz pławny umożliwia oddychanie powietrzem atmosferycznym, dzięki czemu ryby mogą przebywać w wodzie o niskiej zawartości tlenu.

## Systematyka
Rodzaj zdefiniował w 1803 roku francuski przyrodnik Bernard Germain de Lacépède w publikacji własnego autorstwa poświęconej historii naturalnej ryb. Gatunkiem typowym jest (oznaczenie monotypowe) tarpon indyjski (M. cyprinoides).

### Etymologia
- Amia: gr. αμια ‘gatunek nieznanej ryby’ wspomniany przez Arystotelesa, dawniej utożsamiany z bonito lub innym gatunkiem tuńczyka, współcześnie identyfikowany jako lufar[11].
- Megalops: gr. μεγας megas, μεγαλη megalē ‘wielki’; ωψ ōps, ωπος ōpos ‘oko’[12].
- Oculeus: łac. oculeus ‘pełne oczy’, od oculus ‘oko’[13].
- Brisbania: Brisbane, Queensland, Australia[5]. Gatunek typowy (oznaczenie monotypowe): Brisbania staigeri Castelnau, 1878 (= Clupea cyprinoides Broussonet, 1782).
- Tarpon: ang. tarpon ‘tarpon’[6]. Gatunek typowy (oryginalne oznaczenie (również monotypowe)): Megalops atlanticus Valenciennes, 1847.

### Podział systematyczny
Do rodziny należy jeden rodzaj z następującymi gatunkami:
- Megalops atlanticus Valenciennes, 1847 – tarpon atlantycki[8]
- Megalops cyprinoides (Broussonet, 1782) – tarpon indyjski[14]